# Ludwig Hünersdorf
Ludwig Hünersdorf (* 11. Februar 1748 in Mengsberg; † 12. September 1812) war der erste deutsche Hippologe, der sich in seiner Reitlehre nicht auf die Ausbildung professioneller Reiter, sondern auf die von Amateuren konzentrierte.
Hünersdorf trat als junger Mann in ein hessisches Kürassierregiment als Fahnenträger ein, wo sein Talent im Umgang mit Pferden auffiel. Er trat aus seinem Regiment aus, um an der Reitakademie Kassel eine Ausbildung zu beginnen, nach deren Abschluss er an der Reitakademie Marburg eine Stellung annahm. 1776 trat er in die Dienste des Prinzen von Hessen, der ihm bereits 2 Jahre später die Aufsicht über seine Ställe übertrug. 1786 erreichte er die Position des Chefbereiters.
Durch sein 1791 erschienenes Werk Anleitung zu der natürlichsten und leichtesten Art Pferde abzurichten wurde Hünersdorf überregional bekannt, was 1812 zur Berufung als oberster Stallmeister durch Friedrich I. von Württemberg führte. Friedrich erhob Hünersdorf als Würdigung seiner Verdienste um die Reitkunst in den Adelsstand.

## Bücher
- Literatur von und über Ludwig Hünersdorf im Katalog der Deutschen Nationalbibliothek
- Anleitung zu der natürlichsten und leichtesten Art Pferde abzurichten, Neuauflage Olms 1992, ISBN 3-487-08058-3

| Personendaten    | Personendaten       |
| ---------------- | ------------------- |
| NAME             | Hünersdorf, Ludwig  |
| KURZBESCHREIBUNG | deutscher Hippologe |
| GEBURTSDATUM     | 11. Februar 1748    |
| GEBURTSORT       | Mengsberg           |
| STERBEDATUM      | 12. September 1812  |